# Luca Antonini
Luca Antonini (Milão, 4 de Agosto de 1982) é um futebolista italiano. Atualmente defende o clube italiano Genoa.